# 吳孝銘
吳孝銘（？年—183?年），字伯新，江蘇陽湖縣（今常州市）人。清朝政治人物。
吳孝銘於嘉慶十四（1809年）中式己巳恩科二甲進士。選庶吉士，散館授工部主事。充任軍機章京。累遷工部郎中。历官鸿胪寺少卿、江西學政、光禄寺少卿、通政司参议、顺天府丞等職，仍留直军机处。道光十四年（1834年），擢太仆寺卿，出督福建學政，遷太常寺卿，再迁宗人府丞。因母喪丁憂歸里，哀毀致病，服闕回京後不久即因病辭職，卒於家中。《清史稿》有传。

## 延伸阅读
[在维基数据编辑]
 《清史稿·卷377》，出自趙爾巽《清史稿》
 在维基共享资源阅览影像